# التهاب المفاصل لدى الأطفال
التهاب المفاصل لدى الأطفال أو التهاب المفاصل لدى الأحداث، هو شكل من أشكال التهابات المفاصل المزمنة أو التهاب المفاصل المزمن-المتعلق بالأشخاص تحت سن 16 سنة. وهو أحد أمراض المناعة الذاتية.

## الأنواع
يوجد ثلاثة أنواع من التهاب المفاصل لدى الأطفال التهاب المفاصل الروماتويدي اليفعي، والتهاب المفاصل اليفعي المزمن والتهاب المفاصل اليفعي مجهول السبب، وأكثر شيوعا التهاب المفاصل الروماتويدي اليفعي.
التهاب المفاصل الروماتويدي اليفعي يمكن تقسيمه إلى ثلاثة أشكال رئيسية: التصنيف على أساس الأعراض، عدد المفاصل المصابة، ووجود بعض الأجسام المضادة في الدم.
1. التهاب المفاصل متعدد الاصابات: هو أول نوع من التهاب المفاصل والذي يصيب حوالي 30-40% من الأطفال المصابين بالتهاب المفاصل وهو أكثر شيوعا في الفتيات من الفتيان.[1][2][3][4] وعادة ما يصيب خمسة أو أكثر من المفاصل (عادة ما تكون أصغر المفاصل مثل اليدين والقدمين ولكن قد يؤثر أيضا على الوركين والرقبة والكتفين والفك).[1][2]
2. التهاب المفاصل الرثواني: هو النوع الثاني من التهاب المفاصل ويمكن أن يحدث في أي وقت سواء كان مبكراً أو متأخراً ويؤثر على حوالي 50% من الأطفال المصابين بالتهاب المفاصل.[1][2][3] عادة ما يصيب هذا النوع أقل من أربعة مفاصل (المفاصل الكبيرة مثل الركبتين أو الكاحلين أو المعصمين) وقد يسبب التهاب العين عند الفتيات مع إيجابية الأجسام المضادة.[2][3] وتعتبر الفتيات دون ثمانية أعوام أكثر عرضة للإصابة بهذا النوع من التهاب المفاصل.[3]
3. أمراض جهازية هو النوع الأقل شيوعا، (10-20%) من الأطفال (ويصيب البنين والبنات على حد السواء) تتأثر مع حركة محدودة، مع وجود تورم وألم في مفصل واحد على الأقل.[1][2] أعراض شائعة لهذا النوع وهي الحمى التي تصل إلى 103 °ف (39.4 °م) أو أعلى، التي قد تدوم لأسابيع أو أشهر، وطفح جلدي مع بقع حمراء على الصدر والفخذين أو أجزاء أخرى من الجسم قد تكون مرئية.[2]

## الأسباب
في معظم الحالات يحدث التهاب المفاصل لدى الأطفال عندما يهاجم الجسم الخلايا والأنسجة السليمة، أي المناعة الذاتية، مما يجعل المفاصل ملتهبة وقاسية. وقد يحدث تلف بالمفصل بالإضافة إلى أن نمو المفصل قد يتغير أو يضعف.

## التشخيص
التشخيص والعلاج المبكر من قبل طبيب الأطفال أو طبيب الروماتيزم يمكن أن يساعد في السيطرة على الالتهاب وتخفيف الألم ومنع تلف المفاصل. دراسة متأنية، وفحوصات مختبرية (للدم والبول)، وأشكال مختلفة من التصوير مثل الأشعة السينية قد تكون بعض الاختبارات التي تُجرى من قبل الطبيب.

### التعريف
التهاب المفاصل لدى الأطفال، هو أي شكل من أشكال التهاب المفاصل المزمن أو التهاب المفاصل-المتعلق بالأشخاص تحت سن 16. وهو من أمراض المناعة الذاتية المزمنة.

## العلاج
معالجة المرض تشمل الأدوية، والعلاج الطبيعي، والجبائر والجراحة (في الحالات المتقدمة). هذه العلاجات تركز على الحد من التورم وتخفيف الألم والحفاظ على كامل حركة المفاصل. يتم تشجيع الأطفال على المشاركة في الأنشطة اللامنهجية، النشاط البدني عندما يكون ذلك ممكنا، وأن يعيشوا «حياة طبيعية».

## علم الأوبئة
في الولايات المتحدة يصيب المرض حوالي (250,000 - 294,000) من الأطفال والمراهقين مما يجعله واحدا من أكثر أمراض الأطفال شيوعا.

## وصلات خارجية
- المعهد الوطني لالتهاب المفاصل والعضلات والعظام والأمراض الجلدية المعهد الوطني الأمريكي للمفاصل والعضلات والعظام والأمراض الجلدية